# Léon Huybrechts
Léon Florent Marie Huybrechts (* 11. Dezember 1876 in Antwerpen; † 9. Februar 1956) war ein belgischer Regattasegler.

## Biografie
Zusammen mit seinem Bruder Louis Huybrechts und Henri Weewauters nahm er an den Olympischen Sommerspielen 1908 in London teil. Bei der Regatta in der 6-Meter-Klasse in Ryde gewann die Crew die Silbermedaille. Während des Ersten Weltkriegs lebte Huybrechts in den Niederlanden, wo er an der Etablierung der 12-Fuß-Jolle maßgeblichen Anteil hatte. Bei den Olympischen Spielen 1920 konnte er zusammen mit Charles Van Den Bussche und John Klotz seine Silbermedaille in der 6-Meter-Klasse verteidigen. Vier Jahre später bei den Spielen in Paris trat er in der 6-Meter-Klasse und im Monotyp 1924 an, wo er Olympiasieger wurde. Bei seiner letzten Olympiateilnahme 1928 in Amsterdam nahm er an der Regatta mit der 12-Fuß-Jolle teil, konnte dieses Mal jedoch keine Medaille gewinnen. Von 1922 bis 1956 war Huybrechts Präsident des Royal Yacht Club de Belgique.